# آاگ سی.۶
آاگ سی. ۶ (به انگلیسی: AEG C.VI) یک هواگرد ساختِ کارخانهٔ آاگ در کشور امپراتوری آلمان است. نخستین استفاده‌کنندهٔ این هواپیما لوفت‌اشترایت‌کرفته بوده‌است.